# 名好町

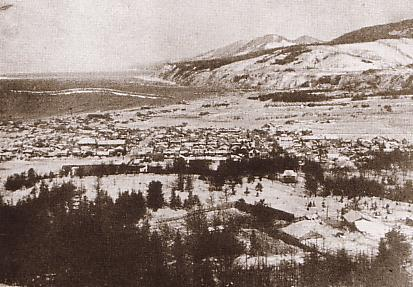

名好町（日语：／ Nayoshi chō */?）是日本統治下的樺太廳的已不存在的一町。地名來源於阿伊努語的「noya-us-i」（艾草生長的地方）。